# Казанская церковь (Семёновка)
Казанская церковь, Храм Казанской иконы Божией Матери — православный храм и памятник архитектуры местного значения в Семёновке.

## История
Решением исполкома Черниговского областного совета народных депутатов от 12.02.1985 № 75 присвоен статус памятник архитектуры местного значения с охранным № 28-Чг под названием Казанская церковь. Установлена информационная доска.

## Описание
Казанская церковь — пример культовой архитектуры русско-византийского стиля. Была построена в 1875 году на средства помещика П. Ф. Чваня и прихожан.
Каменная, четырёхстолпная, трёхнефная, пятикупольная церковь, с запада соединяется с пятиярусной колокольней, укрытой шатром, высотой 47,5 м. Основной объём в плане близкий к квадрату. Алтарь, бабинец и колокольня — прямоугольные. Барабаны глав увенчаны шлемовидными куполами. Центральная глава — барабан на четверике увенчаный шлемовидными куполами, грани четверика завершается кокошниками. Храм с тремя входами (главный — западный). Фасады украшены сложным декором в виде пилястр, аркатурного пояса, сандриков, кокошников. Изначально храм окружала стена с центральными воротами и двумя калитками с севера и юга.
В 1935 году церковь была закрыта для богослужений. В следующем году были сняты кресты с куполов, а сам храм превращён в склад.
В период 1994-1997 годы была проведена реставрация экстерьера храма. В 1995 году были закуплены и установлены комплект из звонниц, изготовленные по индивидуальному заказу. В 1999 году при содействии Президента Украины Л. Д. Кучмы церковь была полностью отреставрирована, установлен новый иконостас, полностью оформлен экстерьер. 22 сентября 1999 года было торжественно открыто Казанскую церковь.